# Kjell Elvis
Kjell Elvis (født 12. marts 1968), egentlig Kjell Henning Bjørnestad, en norsk Elvis-imitator. Han er (per august 2003) den eneste fuldtids professionelle Elvis-imitator i Skandinavien. Bjørnestad er født i Farsund, opvokset i Vanse, og bor i Lyngdal. Han har gennemgået plastiskoperationer i forsøg på at komme til at ligne Elvis mere. Den første blev foretaget i 1994. Han blev kåret til Europas bedste Elvis-imitator i en konkurrence i 2006 og fik tredjeplads i verdensmesterskabet for Elvis-imitatorer samme år.

## Karriere
Mens han var i militæret i 1988 begyndte han at lave Elvisimitationer. I 1997 viste NRK dokumentaren Kjell Elvis, som handlede om hans liv som en imitator. Dokumentaren blev også vist i Sverige, Tyskland og Danmark.
Han arrangerede en Elvis Festival i Kristiansand i Norge i 2001, men det var ikke en økonomisk succes. Han arrangerde en ny festival i Oslo i 2002.
Han satte verdensrekorden i at synge Elvis hits, i august 2003, da han sang nonstop i 26 timer, fire minutter og 40 sekunder. NRK satte også en rekord, ved at streame hele 26 timers koncert på deres hjemmeside.

## Politik
Han er også kendt for at have støttet sin ven Vidar Kleppe, en  tidligere politiker for Fremskrittspartiet, og i 2001 udtalte han at "hvis Elvis var i live, ville han have stemt på Fremskrittspartiet". Samme år forlod Kleppe dog partiet og dannede Sørlandslista, som Kjell også stod på som kandidat.

## Priser og nomineringer
I 1997 kom han på sjetteplads i en Elvis imitator konkurrence i USA. I 1999 kom han på andenplads i en uofficiel EM Elvis imitator konkurrence, som fandt sted i Tyskland. Han vandt Nordisk mesterskab i 2001. Han blev kåret Europas bedste Elvis-imitator i 2006, og han kom på tredje plads i VM for Elvis imitatorer i 2006. I 2007 var han en af finalistene i "The Ultimate Elvis Tribute Contest", arrangeret af Elvis Presley Enterprises.